# Periodens bomullsspinneri

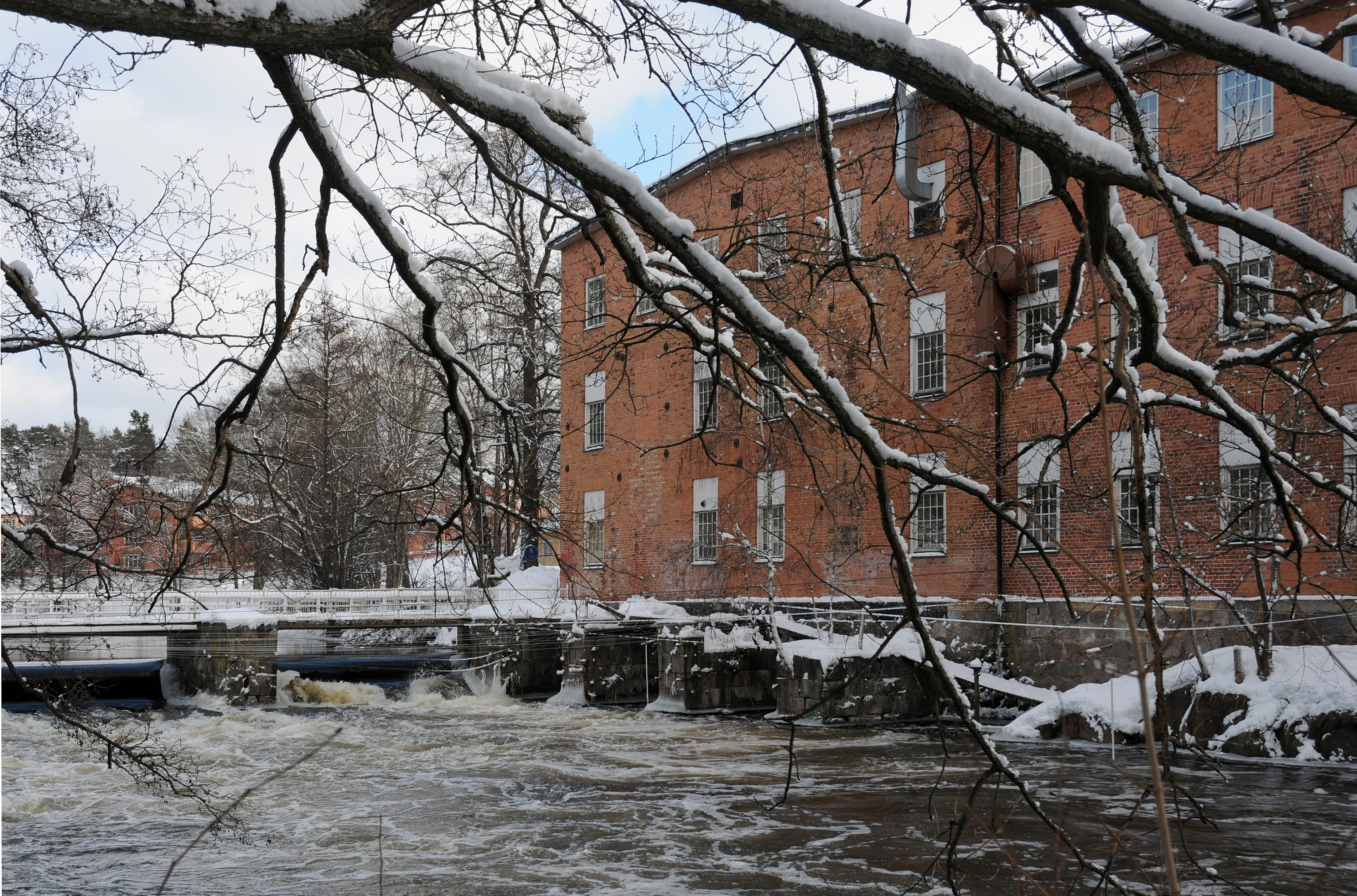
Periodens fabriksbyggnad och vattenfall i februari 2011.

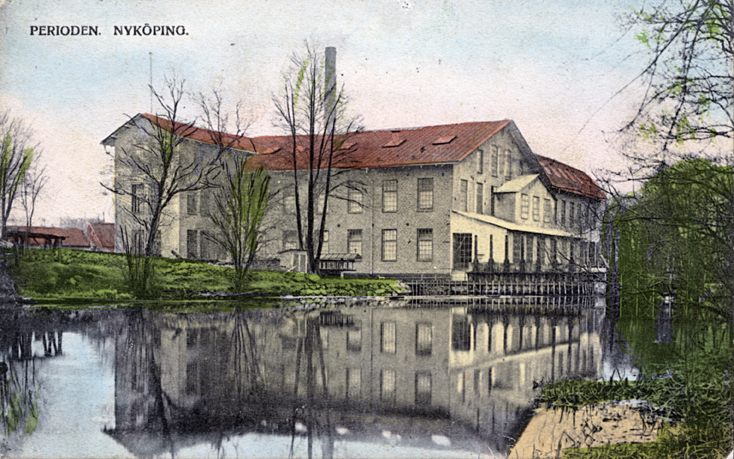
Periodens fabriksbyggnad 1901-06.

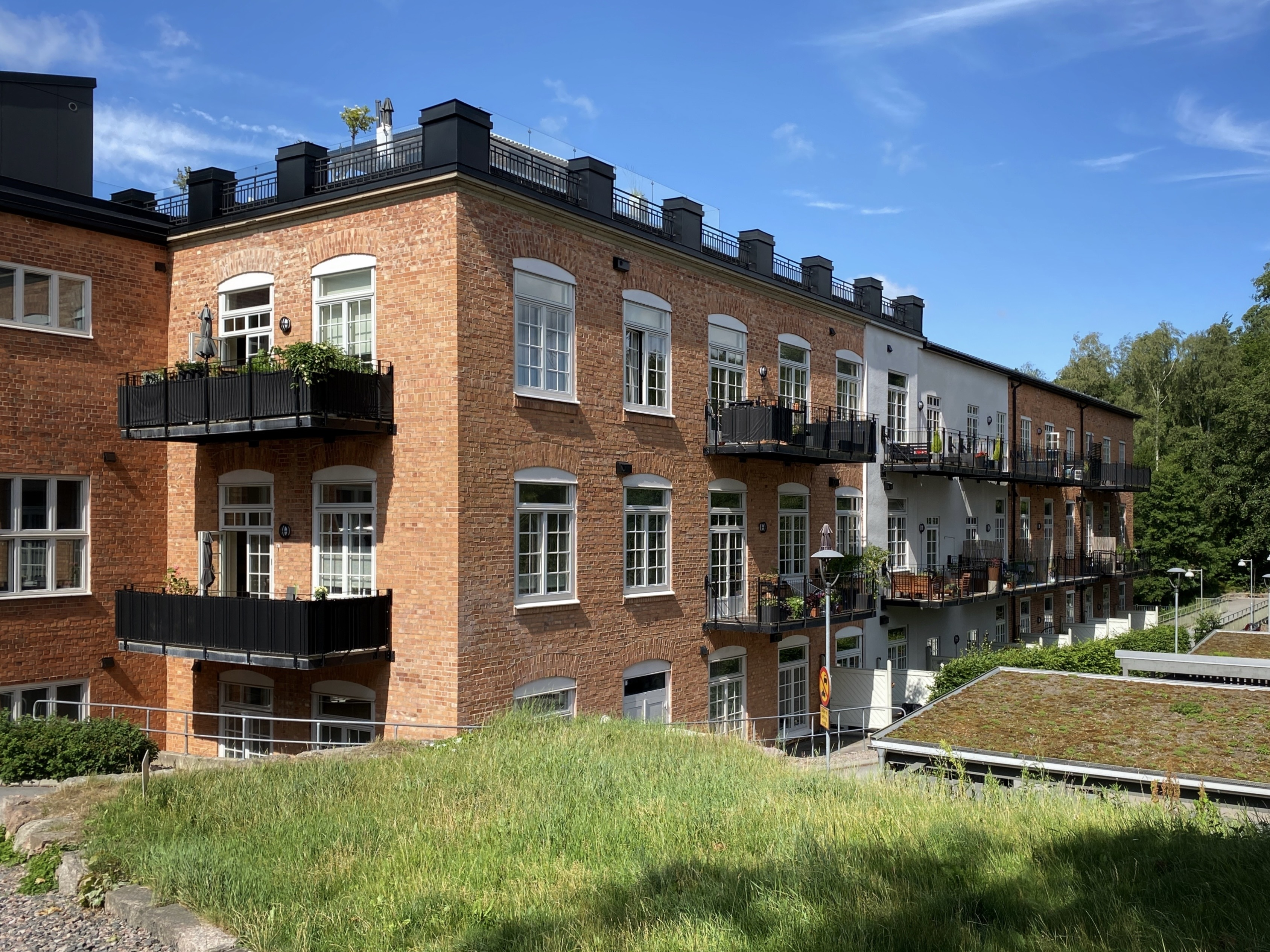
Bostadsrättsföreningen Å-kanten.

Periodens  bomullsspinneri var ett spinneri vid Periodenfallet i Nyköpingsån i Nyköping. Företaget AB Perioden grundades av verkmästarna Wilhelm Lundgren och Johan Thulin från Norrköping. Verksamheten bedrevs mellan 1872 och 1964.
Bomullen, som importerades från Amerika, lagrades i början i den medeltida borgen Nyköpingshus.
Bomullsspinneriet byggdes på den plats där pappersbruket Perioden var beläget. Pappersbruket, som anlades 1763 av handlanden Nyström i Nyköping, brann 1872.
Den första verksamheten vid Perioden startade 1737 då sämskmakaren Kristoffer Eichorn etablerade en saffiansfabrik med ett 50-tal arbetare. Fabriken flyttade 1753 till Stockholm.
I början av 1960-talet tog elföretaget Thorsman & Co över byggnaderna och bedrev verksamhet där till 1978.
Idag är fabriksbyggnaden ombyggd till bostadsrättslägenheter.